# Giallo paglierino
Il giallo paglierino è una gradazione di giallo, detta così perché simile al colore della paglia.
È il colore fisiologico dell'urina, con un normale contenuto di pigmento giallo, e del plasma.

## Galleria d'immagini

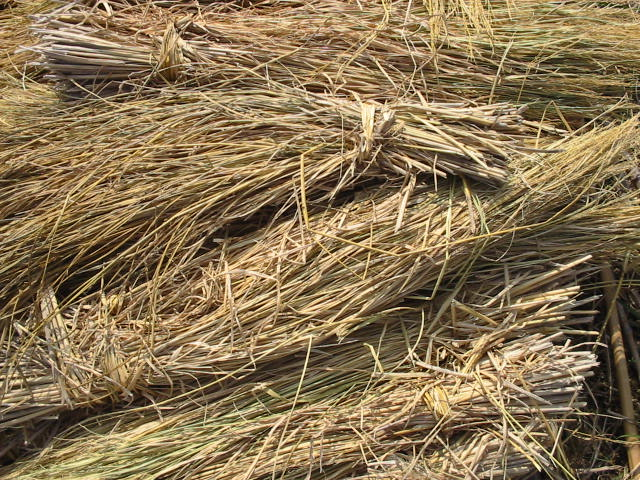
Fascine di paglia di riso
Campione di urina umana
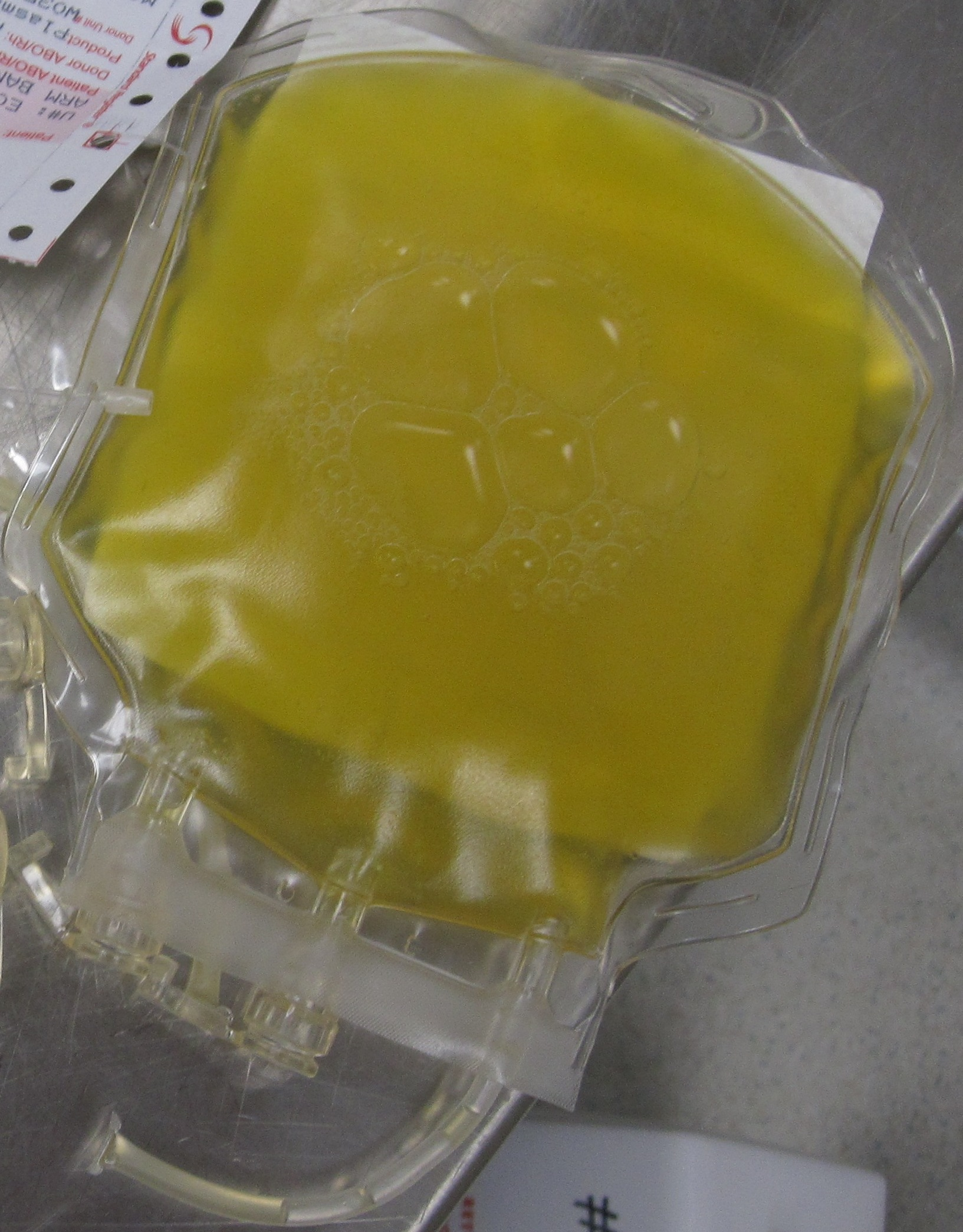
Un'unità di plasma fresco